# BWV
BWV (общоприето съкращение от нем. Bach-Werke-Verzeichnis – „Каталог на произведенията на Бах“) е система за номериране на всички известни произведения на Йохан Себастиан Бах.
Номерата в BWV са дадени от Волфганг Шмидер през 1950 г. на всички произведения от каталога на произведенията на Бах (Thematisch-systematisches Verzeichnis der musikalischen Werke von Johann Sebastian Bach). Номерацията по BWV се използва повсеместно и е общоприет способ за препратка към определено произведение на Бах, например: „Музикален подарък“ е BWV 1079. Понякога номерацията BWV е наричана номерация на Шмидер. Тези термини са взаимозаменяеми: в много (най-често стари) източници може да се срещне обозначение като S 232.
Каталогът на Шмидер е неколкократно обновяван (произведенията със спорно авторство били пренасяни в приложението и се добавяли новооткрити работи), а обновените каталози се отпечатват. Например, изданието от 1990 г. има ISBN 3-7651-0255-5.

## Тематически каталог
За разлика от каталозите на други класически композитори, които са подредени хронологически, каталогът на Шмидер е подреден по типове произведения, тоест той е тематически: първо са произведенията за хор, след това за орган, после за пиано и т.н. Затова по-малкият номер в BWV не означава, че произведението е по-ранно.
Шмидер предпочита тематическия каталог пред хронологическия по няколко причини, най-важните от които са следните:
- Много от работите на Бах не могат да бъдат датирани точно. Даже ако на нотите има написана дата, тя може да означава само датата на копието, преаранжирането и т.н. Все пак, от времето на Шмидер насам, много от произведенията на Бах са с установена точна или вероятна дата на написване.
- Произведенията на Бах, издадени от „Бахово общество“ след 1851 г. са публикувани по жанр, така че Шмидер следва многогодишна и установена практика.